# Shigu (socken i Kina, Hunan)
Shigu (kinesiska: 师古, 师古乡) är en socken i Kina. Den ligger i provinsen Hunan, i den södra delen av landet, omkring 110 kilometer söder om provinshuvudstaden Changsha.
Genomsnittlig årsnederbörd är 1 770 millimeter. Den regnigaste månaden är maj, med i genomsnitt 314 mm nederbörd, och den torraste är oktober, med 35 mm nederbörd.